# 裂織

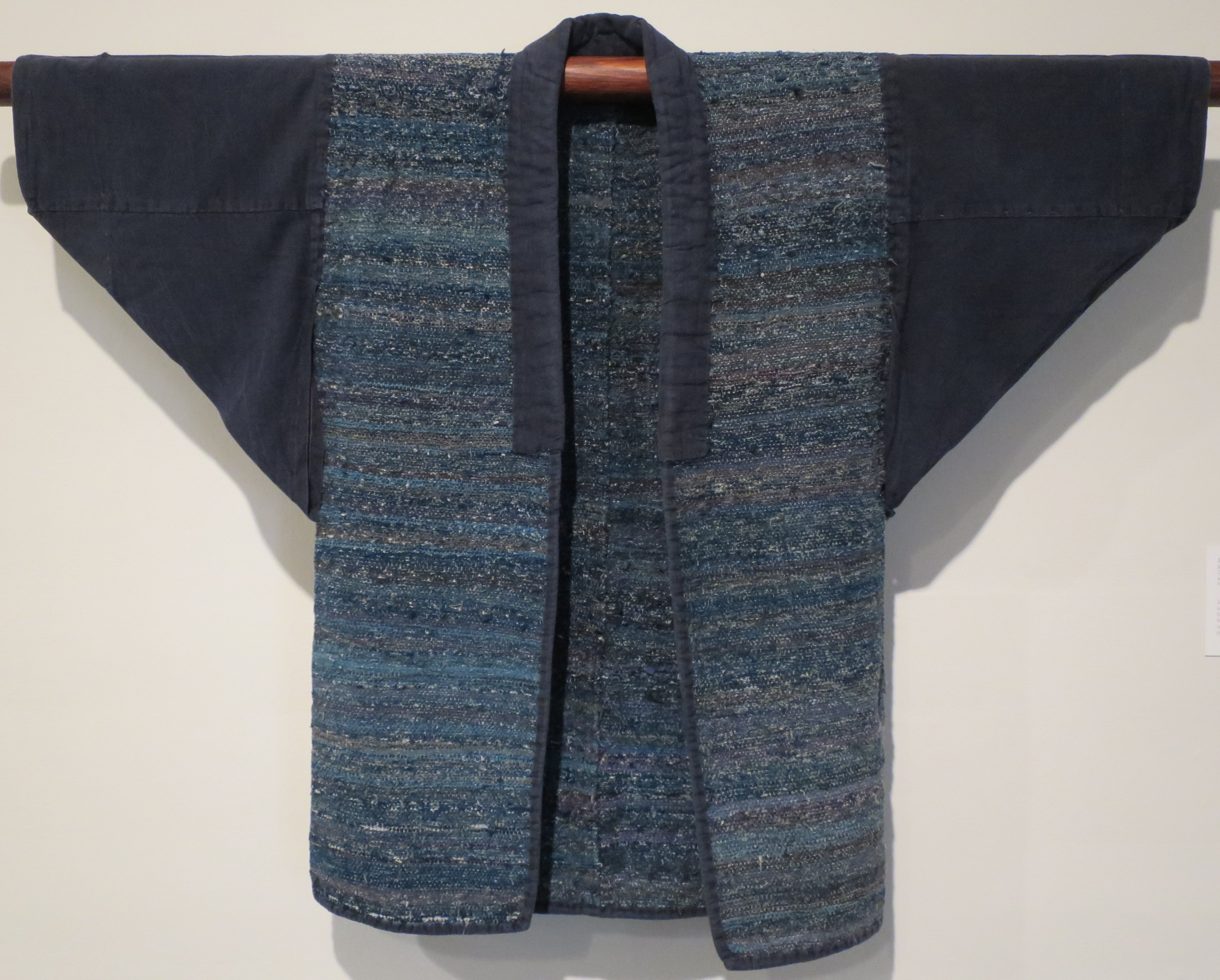
裂織の袢纏（大正時代のもの）

裂織（さきおり）とは、傷んだり不要になったりした布を細く裂いたものを緯糸（よこいと）として、麻糸などを経糸（たていと）として織り上げた織物や、それを用いて作った衣類のこと。地域により「サクオリ」「サッコリ」「ツヅレ」「ぼろ織り」などの呼び名がある。

## 歴史

### 江戸時代
江戸時代中期、寒冷な気候のため綿や絹などの繊維製品が貴重だった東北地方にその端緒を見る。当時は日常生活に用いる衣類や布団などの布を、主に大麻の葉を裂いて細く繊維状にし、紙縒りのようにして織り上げた。これらが裂織の起源とされる。寒さに耐えるためこれらの麻布は重ねて刺し子にしたり、布団の中には干草を詰めたりなどの工夫が見られた。
17世紀になって北前船が入るようになると、近畿から古手木綿が入るようになった。木綿の肌触りのよさは多くの人を魅了したが、古布とはいえ安いものではなかったため貴重品として「使い切る」文化の中で裂織文化が発展した。

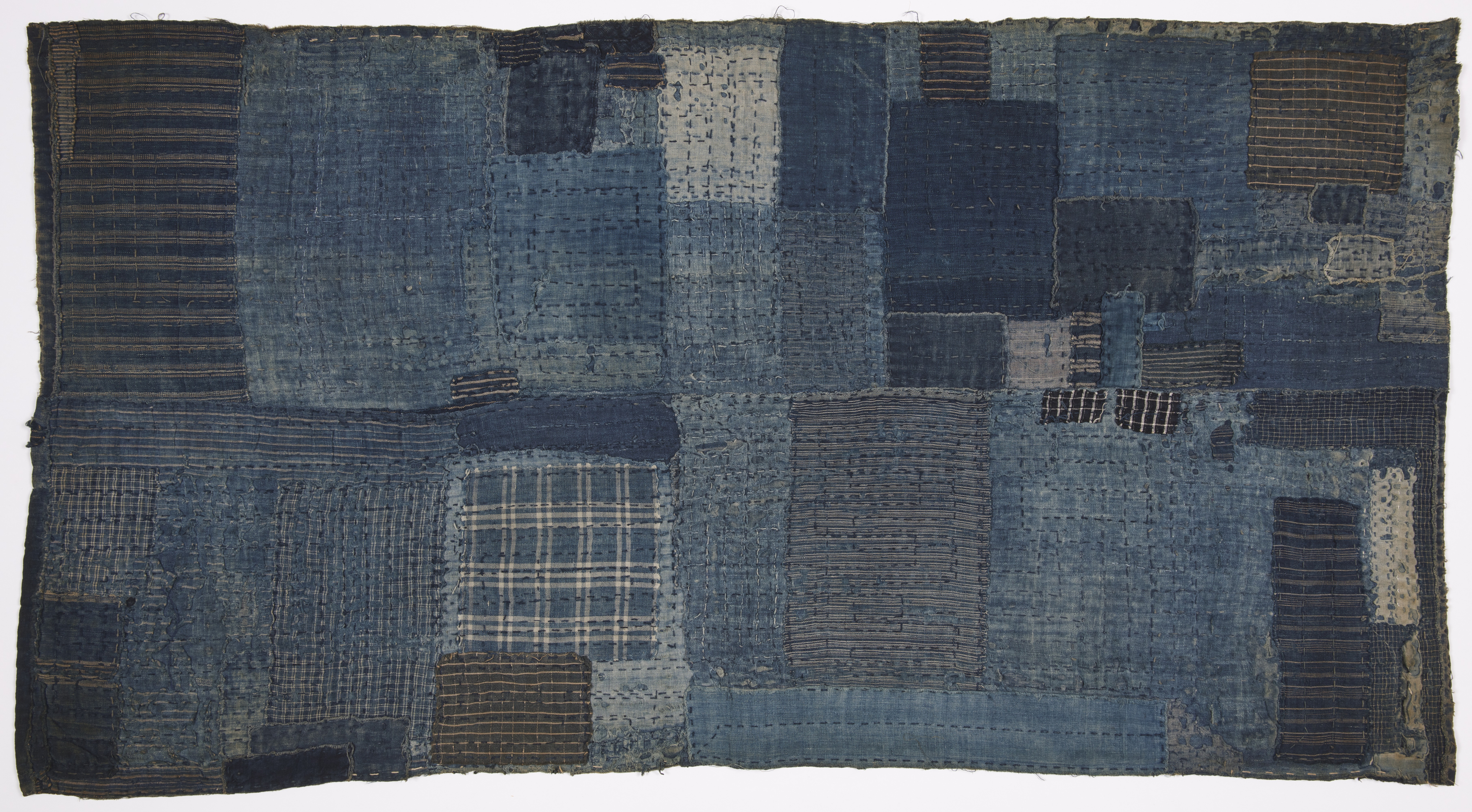
ぼろ布敷物（19世紀）

1. まずは端切れを縫い合わせて着物にしたり、炬燵布団にしたりして使い、擦り切れるとそこにまた継ぎを当てる。
2. 布がくたびれてくると、今度は縫い目をほどいて端切れに戻し、それを裂いて長い紐にする。安い麻糸を経糸とし、緯糸に端切れの紐を用いて機を織ると出来上がるのが、狭義の裂織である。
3. さらに裂織が使い古されると、最後は裂いて組み紐に作り直し、背負子などに利用された。
4. 最後に紐の端に火を付けるとゆっくり燃えるため、農作業中に煙を虫除けとして使い、灰は土に返った。

このように最後まで布を捨てることなく活用し、次々に新たな用途へと甦らせる文化を背景として裂織は広く行われた。古手木綿にはさまざまな色合いの端布が混ざっており、その継ぎ接ぎで色の組み合わせを楽しんだり、次いで裂織を織るときには緯糸となる端切れの微妙に異なる色合いの組み合わせを楽しむなどして、民芸品としての性格も帯びるようになる。
江戸時代後期には北陸から近畿にかけても裂織が作られるようになった。これらの土地では木綿なども比較的手に入りやすく、また染色技術も進んでおり、東北のそれよりもより風合い・色合い共に優れた着物が多く作られている。

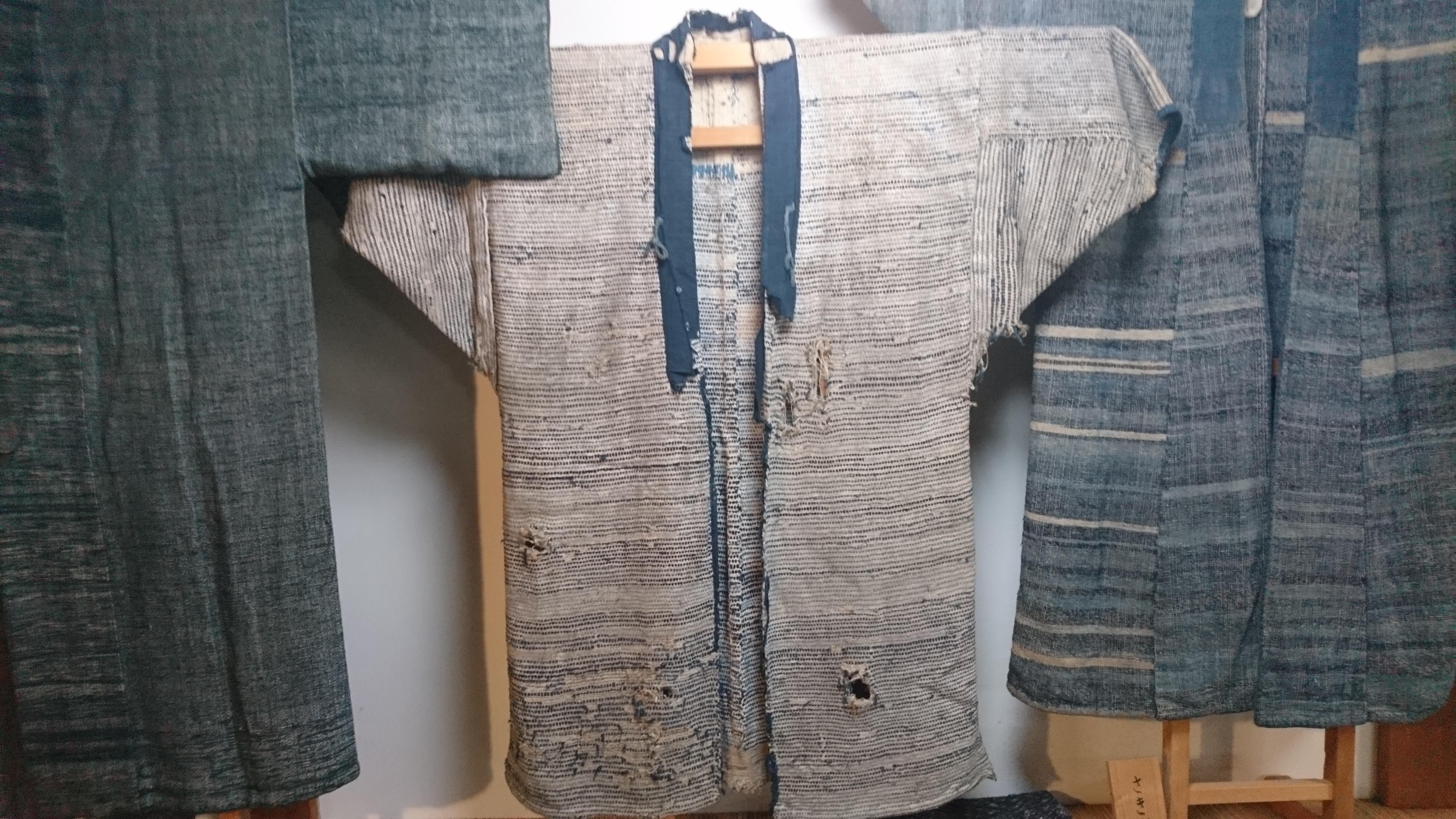
経糸に藤糸を用いた石川県の裂き織クサツーリ、またはサッコリ[3]（中央）
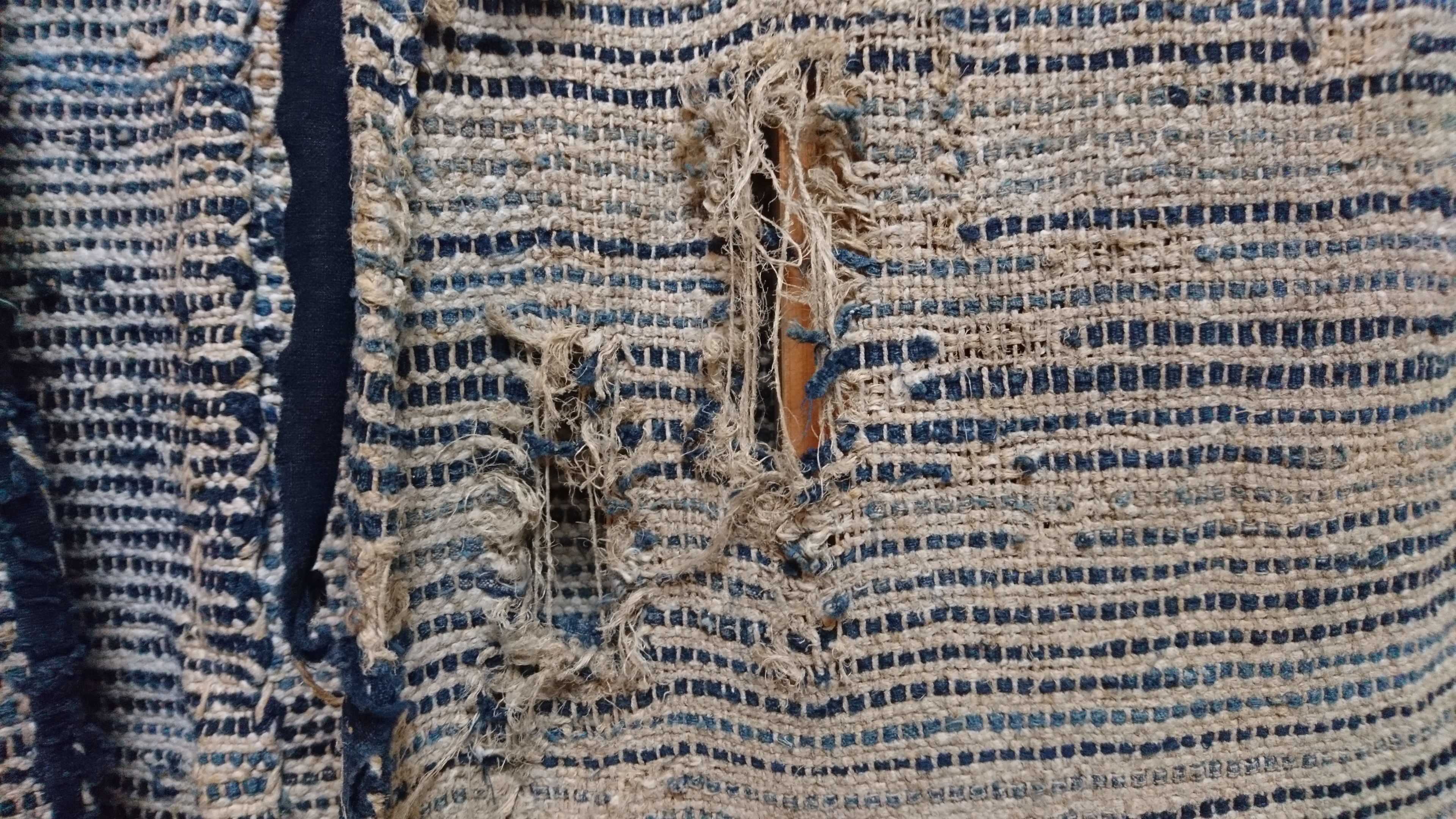
（上画像拡大）

### 明治・大正時代
明治時代以降の貿易の振興に伴って繊維は手に入りやすくなり、裂織は織られることは減った。

### 昭和・平成

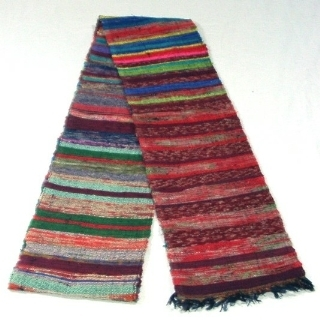

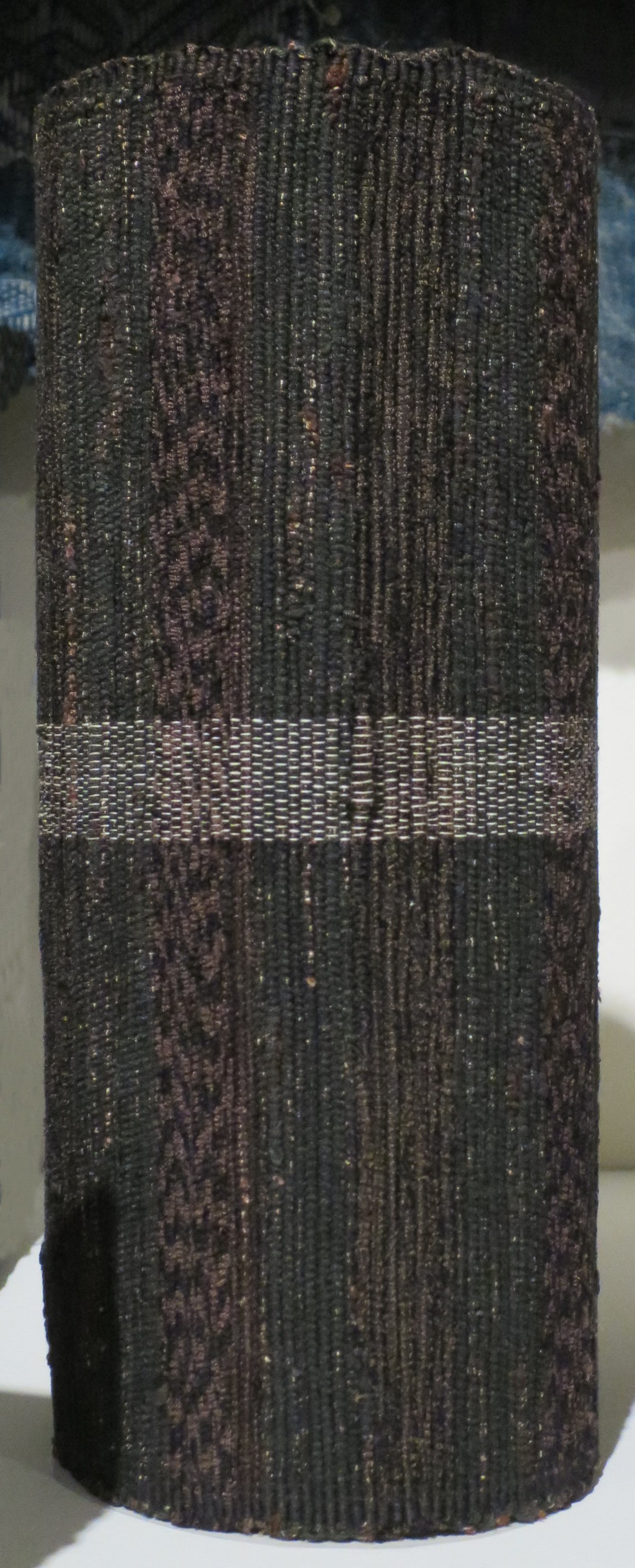

その独特の風合いや芸術的側面に光を当て、創作活動として裂織を見直す動きが生まれた。素材は必ずしも古布とは限らず、布の染め方や裂き方などに多くの工夫を凝らして複雑なデザインに挑戦する芸術家も登場しつつある。